# Jasper van ’t Hof

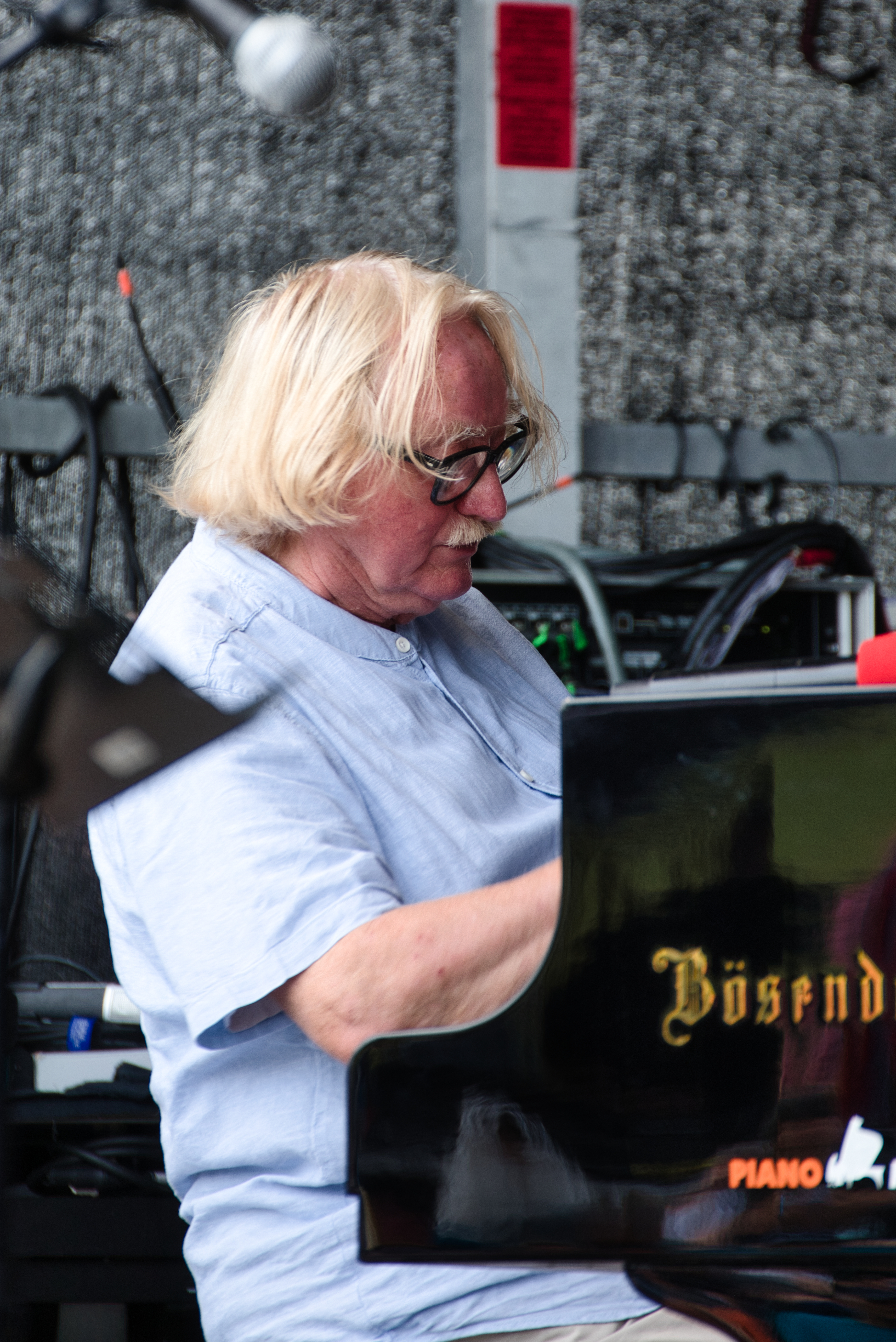
Jasper van ’t Hof auf dem INNtöne Jazzfestival 2024

Jasper van ’t Hof (* 30. Juni 1947 in Enschede, Niederlande) ist ein niederländischer Jazz-Pianist und Keyboarder, der mit seinen Bands europäische Jazzgeschichte geschrieben hat und beständig über Stilgrenzen hinaus ging.

## Leben
Sein Vater war Jazz-Trompeter, seine Mutter Sängerin mit klassischer Ausbildung. Mit fünf Jahren bekam er Klavierunterricht. Seine ersten Erfahrungen vor Publikum machte er in Schulbands und Jazzclubs.
Anfang der 1970er Jahre schaffte er mit Association P.C., der freien Rockjazz-Gruppe um den Schlagzeuger Pierre Courbois, den Gitarristen Toto Blanke und den Bassisten Sigi Busch, den internationalen Durchbruch. Er spielte E-Piano und Orgel. Die so mögliche „abenteuerliche Mixtur aus Jazz, Rock und freier Improvisation“ wurde als Antwort auf US-Bands wie Weather Report gewertet. Kennzeichnend für die Themen und Improvisationen von van ’t Hof sind bis heute seine Vorliebe für komplexe, gebrochene Metren. 1972 wurde er in einem Jazzpoll zum führenden europäischen Synthesizer-Spieler gewählt.

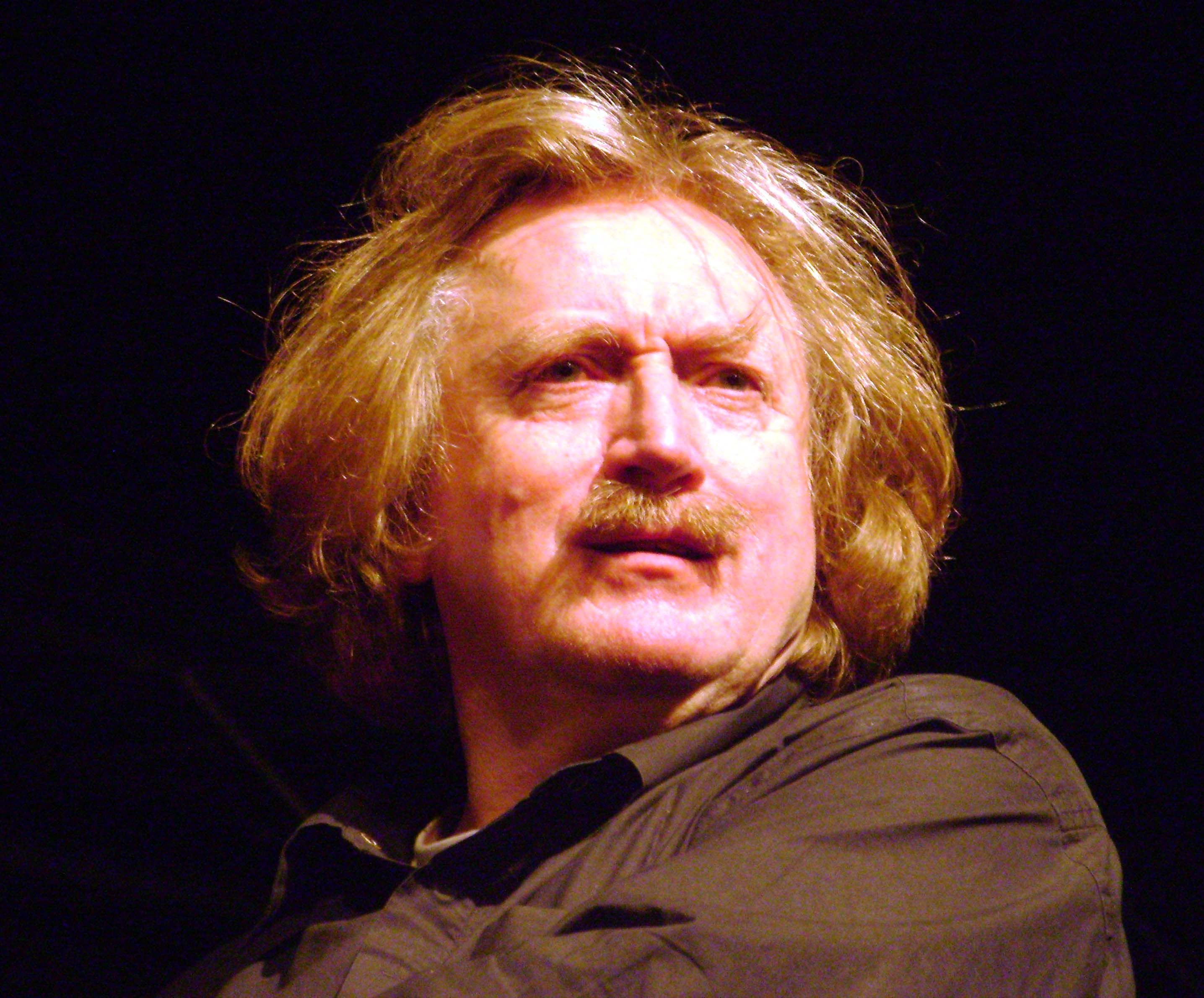
Jasper van ’t Hof (2008)

Mitte der 1970er Jahre setzte er mit seiner Band Pork Pie, deren Name eine Anspielung auf Lester Young ist, Akzente im Jazz-Rock, die durch die Einbeziehung des amerikanischen Holzbläsers  Charlie Mariano eine gänzlich individuelle Prägung erfuhren. Weiterer Mitspieler war der Gitarrist Philip Catherine sowie wechselnde Rhythmusgruppen, zunächst J. F. Jenny-Clark und Aldo Romano. Anschließend kehrte er zum akustischen Konzertflügel zurück und spielte Soloplatten ein.
Seit 1984 ist er mit dem Projekt Pili Pili erfolgreich. Hier verbindet sich europäischer Jazz mit afrikanischer Musik und tanzbaren Grooves. Eine viertelstündige Trance-Produktion mit dieser Gruppe machte ihn in der Clubszene berühmt. Mit seinem Projekt Hotlips kehrte er 2005 zu früheren Jazz-Rock-Vorlieben zurück.
Er arbeitete mit unterschiedlichen Musikern zusammen, wie zum Beispiel Wolfgang Dauner, George Gruntz (Piano), Trilok Gurtu (Percussion), Angélique Kidjo (Gesang), Wayne Krantz (Gitarre), Didier Lockwood (Geige), Alphonse Mouzon (Schlagzeug), Jean-Luc Ponty (Geige) und Archie Shepp, Heinz Sauer oder Paul Heller (Saxofon). Bis 2007 war er auch als Dozent an der Hochschule für Musik der Musik-Akademie der Stadt Basel tätig und betreute dort im Rahmen des neu geschaffenen Studiengangs „Producing-Performance“ den Bereich Performance. 2018 wurde er mit dem Boy-Edgar-Preis ausgezeichnet.

## Diskografie (Auswahl)
- 1971 Association P.C.: Sun Rotation
- 1974 Pork Pie: Transitory
- 1976 The Selfkicker
- 1976 Pork Pie: The Door Is Open
- 1977 Manfred Schoof Quintet: Scales
- 1977 However
- 1978 Flowers All Over – Solo-Album
- 1979  Philip Catherine, Charlie Mariano, Jasper Van't Hof: Sleep My Love
- 1982 Jasper Van't Hof / Joachim Kühn: Balloons
- 1982 Archie Shepp, Jasper van ’t Hof: Mama Rose
- 1984 Pili Pili
- 1985 Pili Pili: Hoomba Hoomba
- 1988 Pili Pili Be in Two Minds (mit Angélique Kidjo)
- 1992 Pili Pili: Stolen Moments
- 1996 mit Bob Malach und Wayne Krantz: Blue Corner
- 2000 Pili Pili meets Phikelela Sakhula Zulu Choir: Incwadi Yothando
- 2001 Jasper van ’t Hof, Charlie Mariano with Steve Swallow: Brutto Tempo
- 2002 Pili Pili: Ballads of Timbuktu
- 2003 Axioma, Piano Solo
- 2005 Hotlips: Neverneverland
- 2007 Hotlips: Live at Quasimodo with Bo Stief, Annie Whitehead, Tony Lakatos, Christian Kappe, Moritz Müller
- 2009 Charlie Mariano with Philip Catherine and Jasper van ’t Hof: The Great Concert
- 2011 Pili Pili: Ukuba Noma Unkungabi
- 2016 No Hard Shoulder – mit Dick de Graaf, Stefan Lievestro, Jamie Peet
- 2017 Featuring – mit Reto Weber
- 2017 Jazz because – Jubiläumsalbum zum 70. Geburtstag mit 2 Live- und 2 Studio-CDs
- 2019 Three of a Kind, mit Stefan Lievestro, Jamie Peet[3]